# Unerwiderte Liebe

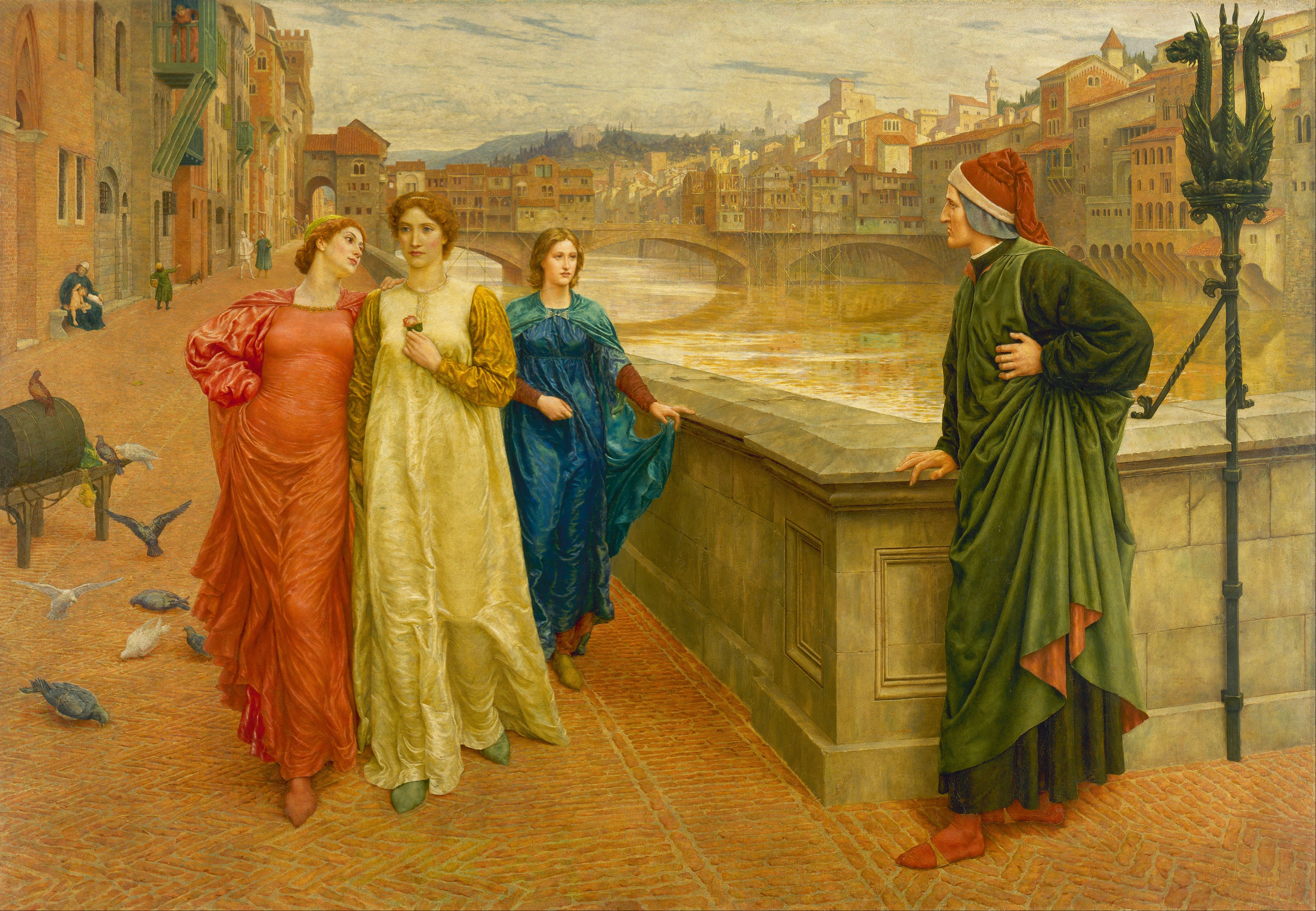
Dante verliebt sich in Beatrice (im gelben Kleid), die seine Gefühle nie erwidern wird. Gemälde von Henry Holiday, 1883

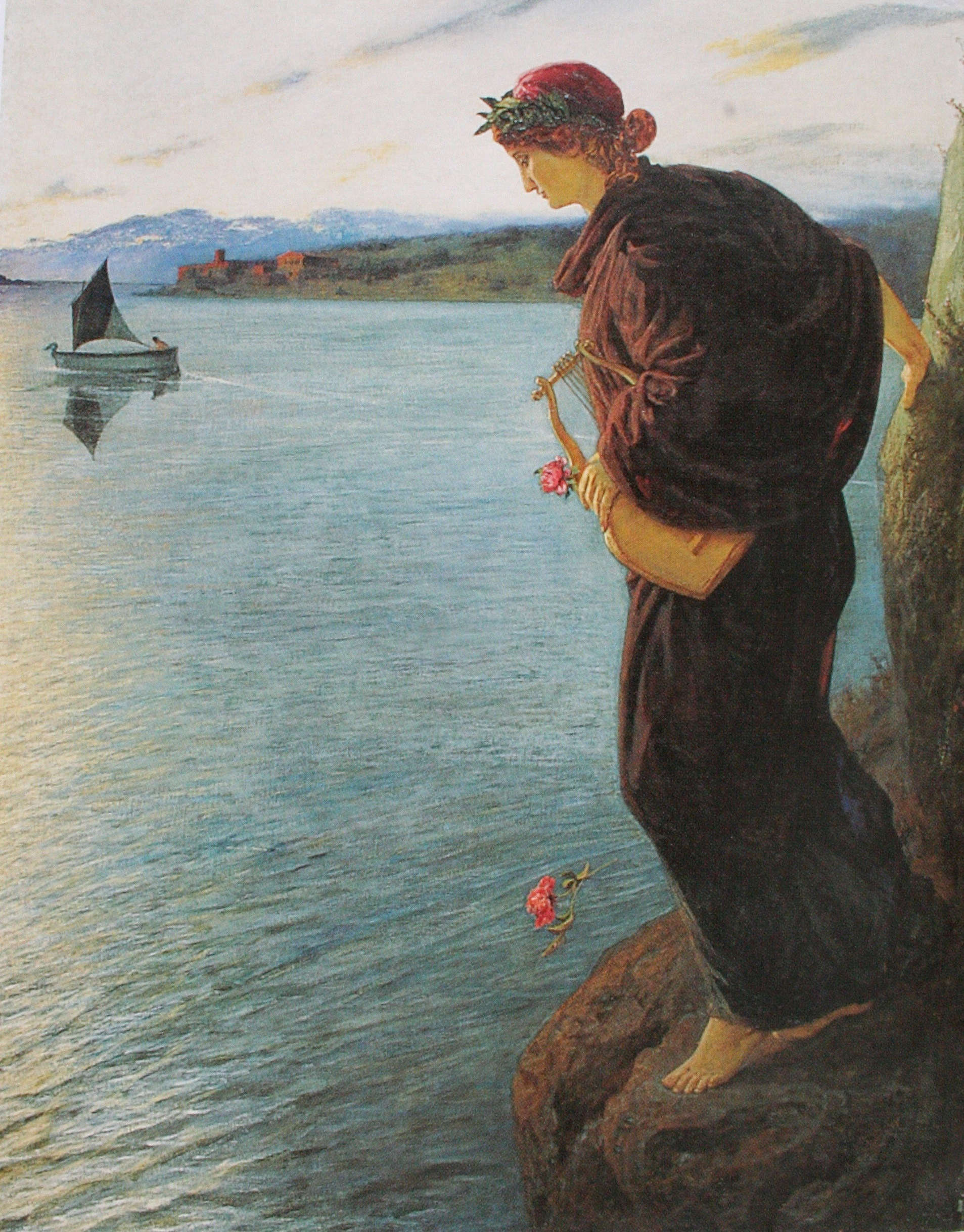
Die griechische Dichterin Sappho stürzte sich der Legende nach aus unerwiderter Liebe zum Fährmann Phaon von einem Felsen. Gemälde von Ernst Stückelberg, 1897

Von unerwiderter Liebe oder einseitiger Liebe spricht man, wenn eine Person einer anderen Person Liebe entgegenbringt, von dieser anderen Person aber entweder gar nicht oder kaum wiedergeliebt wird. „Liebe“ bedeutet in diesem Zusammenhang eine starke romantische Anziehung in Verbindung mit der Sehnsucht, mit der betreffenden Person eine exklusive, körperlich intime und gefühlsintensive Beziehung einzugehen. Unerwiderte Liebe erscheint hauptsächlich in zwei Szenarien: entweder kommt eine Liebesbeziehung, da die geliebte Person die Gefühle und Wünsche der liebenden Person nicht teilt, gar nicht erst zustande; oder nach anfänglich wechselseitiger Anziehung hört einer der Partner auf, den anderen zu begehren. Unerwiderte Liebe ist einer der häufigsten Gründe für Liebeskummer.
Die unerwiderte Liebe ist in der Sozialpsychologie bis heute nur vereinzelt untersucht worden; wichtigste Ausnahme bildet die Forschung von Roy Baumeister. Umso präsenter ist unerwiderte Liebe seit jeher als Thema in der Literatur. Dort steht fast immer die unerwidert liebende Person im Mittelpunkt der Darstellung, während die Perspektive der zurückweisenden Person meist ausgespart wird.

## Begriffsabgrenzung
Unerwiderte Liebe ist ein Alltagsphänomen und von Erotomanie zu unterscheiden. Bei letzterer liegen auf der Seite des vergeblich Liebenden nicht nur kleine Illusionen, sondern ausgeprägt wahnhafte Züge vor.
Zu unterscheiden ist unerwiderte Liebe auch von Fällen, in denen die Trauer eines Menschen nach dem Tode einer geliebten Person in dem Sinne misslingt, dass er sich neuen Liebeserfahrungen nicht wieder zu öffnen vermag, sondern an dem unerreichbar gewordenen Liebesobjekt weiterhin festhält. Siehe: Komplizierte Trauer.

## Sozialpsychologie der unerwiderten Liebe

### Die zurückgewiesene Person
Liebe bringt dann Erfüllung, wenn sie eine zwischen zwei Personen rückgekoppelte Kreisbewegung gemeinsamen, eskalierenden Glücks beschreibt. Nicht die Liebe als solche ist es, die dem Liebenden Befriedigung verschafft, sondern deren Gegenseitigkeit. Ähnlich einer starken Droge kann Liebe Menschen einerseits in einzigartige, ekstatische Zustände versetzen; wie eine starke Droge birgt sie andererseits jedoch auch Risiken von Qual und Elend. Ein Mensch, der vergeblich liebt, wird ähnlich wie ein Drogenabhängiger im Entzug in den brutalen und schmerzhaften Prozess geworfen, der darin besteht zu lernen, auf eine Sache zu verzichten, die bis dahin den Mittelpunkt seines Lebens gebildet hat.
Ein amerikanisches Forscherteam – Baumeister, Wotman und Stillman – hat 1993 eine Studie vorgelegt, für die eine Anzahl von Personen, die mit unerwiderter Liebe Erfahrung gemacht hatten, über ihre Erinnerungen befragt worden sind. Charakteristisch für die zurückgewiesenen Personen (would-be lovers) war hier, dass sie sich an die nicht zustande gekommene Liebesbeziehung sowohl mit positiven als mit stark negativen Gefühlen erinnerten. Die Erfahrung hatte ihr Selbstwertgefühl stark beeinträchtigt; um es wieder aufzubauen, konstruierten sie das Vorgefallene in ihrer Erinnerung auf idiosynkratische Weise: Sie erinnerten sich, unter dem Eindruck gestanden zu haben, die zurückweisende Person habe ihre Zuneigung tatsächlich erwidert, der Zurückweisende habe sie getäuscht und auch nie klar mitgeteilt, dass er die entgegengebrachte Liebe nicht erwidert. Insgesamt empfanden sie den anderen als undurchschaubar und sein Verhalten als inkonsequent.
Ein Psychologenteam aus Indiana hat in einer Studie aus dem Jahre 2013 fünf Typen von unerwiderter Liebe unterschieden: Verliebtheit in jemanden, der unerreichbar ist (z. B. Star-Schwärmerei); Verliebtheit in eine nahestehende Person; Werbung um einen potenziellen Liebespartner, der dem Werbenden im Verlaufe der Werbung aber einen „Korb“ gibt, ihn also zurückweist; Sehnsucht nach einem ehemaligen Liebespartner; eine sehr ungleiche Beziehung. Die möglichen Gründe, warum Menschen sich überhaupt in Personen verlieben, die ihre Gefühle nicht erwidern, sind vielfältig. Als Beispiele nennen Baumeister und Wotman eine Ungleichheit der Attraktivität der Beteiligten sowie Missverständnisse, die sich daraus ergeben, wenn die reine Freundlichkeit eines anderen irrtümlich als Signal von Liebesinteresse gedeutet wird. Das größte Risiko, sich in Liebesbeziehungen ungeschickt zu verhalten und ihren Partner damit zu vertreiben, haben nach einer Studie von Charlene Corey Hazan und Phillip Shaver solche Menschen, die schon in der Kindheit große Liebesunsicherheit erlebt haben und sich einem „ängstlichen“ Bindungstyp zuordnen lassen; als Erwachsene sind sie besonders anfällig für Furcht, von anderen Menschen im Stich gelassen zu werden.

### Die zurückweisende Person
Die Erinnerungen der zurückweisenden Personen (rejectors), die das amerikanische Forscherteam für die Studie von 1993 interviewt hatte, wichen von denen der zurückgewiesenen deutlich ab. Anders als die der Zurückgewiesenen waren ihre Erinnerungen häufig nicht ambivalent, sondern nur mit negativen Gefühlen verbunden. Dennoch waren auch sie zwiegespalten: obwohl sie sich keiner moralischen Schuld bewusst waren, fühlten sie sich angesichts des massiven Leidens des Zurückgewiesenen dennoch schuldig. Um sich von diesen Schuldgefühlen zu entlasten, beschrieben viele von ihnen die Liebeswerbung des Zurückgewiesenen als übergriffig und lästig oder warfen ihm Selbsttäuschung und Unvernunft vor.
Viele Menschen, die die Liebe eines anderen nicht erwidern, fühlen sich für die entgegengebrachte Zuneigung anfangs dankbar und sind geschmeichelt, ringen dann um einen Weg, das nicht wiedergeliebte Gegenüber auf nicht verletzende Weise über die Fakten aufzuklären, und empfinden, wenn dies nicht gelingt, gegen die Person am Ende Aversion.

### Relevanz des Themas für die Wissenschaft
Wie die Psychologen Roy Baumeister und Sara Wotman aufgewiesen haben, verdient die unerwiderte Liebe von Seiten der Forschung schon allein darum Aufmerksamkeit, weil sie im Leben so weit verbreitet ist. Für ihre Untersuchung hatten sie Collegestudenten interviewt; die Befragten waren unverheiratet und durchschnittlich 21 Jahre alt. Rund 98 % von ihnen gaben an, unerwiderte Liebe schon einmal am eigenen Leibe erlebt zu haben; im Mittel hatten sie eine große, zwei mittelgroße und drei oder vier kleinere Liebesenttäuschungen erlebt.
Unerwiderte Liebe ist auch ein Faktor, der starken Einfluss auf die Einstellungen hat, die Menschen zu Liebe und Intimität, zum sexuell bevorzugten Geschlecht und zu sich selbst haben. Die Mediziner Donald Smith und Marianne Hokland (Universität Aarhus) haben 1988 gezeigt, dass Menschen, deren Liebe nicht erwidert wird, überdies zu gesundheitlichen Problemen neigen, etwa zu einem geschwächten Immunsystem.
Generell zeigt das Phänomen der unerwiderten Liebe, wie sehr Lieben bedeutet, Risiken einzugehen: Man kann nicht lieben, ohne sich der Gefahr auszusetzen, verletzt zu werden.

### Unerwiderte Liebe und Geschlecht
In der von Baumeister und Wotman durchgeführten Befragung von Collegestudenten haben die männlichen Befragten von mehr erlittenen Zurückweisungen berichtet als die weiblichen. Die Sozialpsychologen Charles Hill, Zick Rubin und Letitia Anne Peplau hatten bereits 1976 beobachtet, dass Männer sich leichter verlieben als Frauen, während Frauen leichter als Männer das Interesse an einem Partner wieder verlieren. Eine Studie aus dem Jahre 2017 hat dagegen gezeigt, dass zumindest bei unverheirateten Paaren die Initiative zu einer Trennung ebenso oft vom Mann ausgeht wie von der Frau.

## Kulturelle Psychologie der unerwiderten Liebe

### Modernes westliches Liebesideal
Die unerwiderte Liebe hat nicht nur eine sozialpsychologische, sondern auch eine kulturelle Dimension. In den modernen westlichen Gesellschaften hat Liebe einen außerordentlich hohen Stellenwert. Sie bildet einen der höchsten gesellschaftlichen Werte, und die leidenschaftliche Liebe hat den Rang eines hohen Ideals erlangt, in dem Individuen menschliche Erfüllung suchen. Menschen, deren Liebe unerwidert bleibt, gewinnen – über ihre persönliche Enttäuschung und ihr emotionales Trauma hinaus – leicht auch den Eindruck, dass sie in einem der wichtigsten Punkte des Lebens versagt haben.

### Unterstützende Narrative

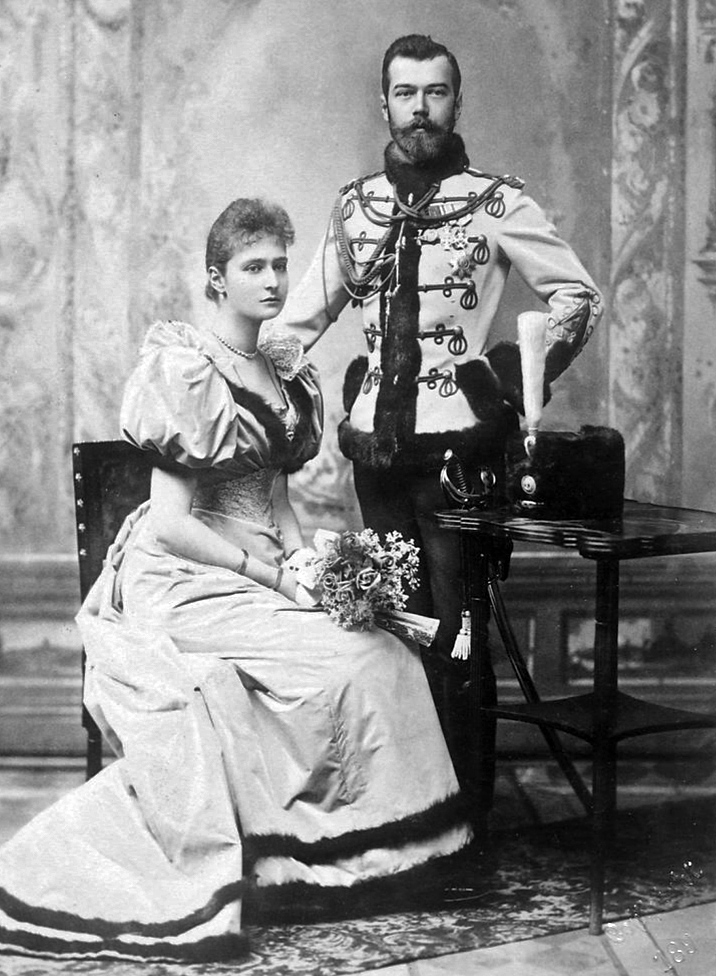
Nikolaus und Alexandra, offizielles Verlobungsfoto (1894)

Oft wird das unbeirrte Festhalten an einer unerwiderten Liebe unterstützt durch die Existenz von einschlägigen Narrativen, die suggerieren, dass Beharrlichkeit am Ende stets mit Erfolg belohnt werde. Als Beispiel für ein solches Narrativ nennen Baumeister und Wotman das Schicksal des letzten russischen Zaren Nikolaus, der viele Jahre lang vergeblich um Alix von Hessen-Darmstadt geworben hatte, als Ehepartner schließlich aber doch akzeptiert wurde und sogar lebhafte Gegenliebe fand. Viel eher laufen solche Liebeswerbungen freilich darauf hinaus, dass die umworbene Person das hartnäckige Bedrängtwerden als zunehmend unerträglich empfindet.
Auf eine ganz andere Weise wird das Festhalten an unerwiderter Liebe auch von vielen Werken der literarischen Romantik (ca. 1795–1848) unterstützt. Beispielhaft sei hier Friedrich Hölderlin genannt, dessen Werke, etwa der Diotima-Roman Hyperion, beim Thema Liebe von einem extremen Gegensatz zwischen Ideal und Wirklichkeit erzählen. Das Ideal der Liebe wird hier so extrem hoch aufgehängt, dass reale Liebesbeziehungen niemals zustande kommen.

## Selbsthilfe
Im 1. Jahrhundert nach Chr. verfasste der römische Dichter Ovid im Anschluss an seine Ars amatoria ein Lehrgedicht Remedia amoris mit Ratschlägen, wie man seiner Liebe, wenn diese mehr Unglück als Glück bringt, ein Ende setzt.
Wie bei einem so weit verbreiteten Thema nicht weiter verwunderlich, werden auch heute noch viele Artikel und Bücher aus dem Genre der Selbsthilfeliteratur darüber verfasst. In Psychology Today gab die Psychotherapeutin Diane Barth 2015 Ratschläge an unerwidert Liebende. Dazu gehören das Eingeständnis der emotionalen Verletzung, das Begreifen, dass es vielen Menschen so geht, die Suche nach Mustern in der eigenen Liebesbiographie sowie das Verabschieden von der Vorstellung einer endgültigen Klärung („closure“).
Etwas praktischer riet der Psychologe Gary W. Lewandowski 2019 in der Frauenzeitschrift Women’s Health unerwidert Liebenden dazu, den Kontakt zum Objekt ihrer Sehnsucht abzubrechen und sich auf das Durchleben von Trauer vorzubereiten. Wenn alles nichts hilft und der Betroffene durch die unerwiderte Liebe so eingeschränkt wird, dass er seinen Alltag nicht mehr bewältigen kann, solle eine Psychotherapie begonnen werden.

## Kunst

### In der Literatur

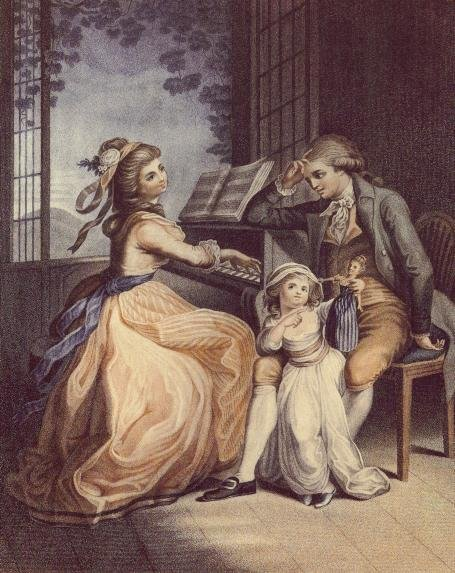
Als Werther Lotte begegnet, ist diese bereits mit Albert verlobt. (Die Leiden des jungen Werthers)

Unerwiderte Liebe ist ein häufiges Thema in der Literatur, auch in der Weltliteratur. Einige Beispiele:
- Catull: Carmina (Rom, 1. Jahrhundert v. Chr.). Sammlung von Gedichten über Lesbia/Clodia, die offensichtlich anderen Männern den Vorzug vor dem Dichter gab.
- Dante Alighieri: Vita nova (Italien, 1295). Sammlung von Prosa und Gedichten, mit denen Dante die von ihm unerreichte, jung verstorbene Beatrice unsterblich zu machen versucht hat.
- Petrarca: Canzoniere (Italien, 1348). Gedichtzyklus um die vom Dichter unerwidert geliebte Laura.
- Miguel de Cervantes: Don Quijote (Spanien, 1605/1615). Dulcinea erfährt niemals, wie sehr der sinnreiche Junker von der Mancha sie liebt.
- William Shakespeare: Was ihr wollt (Großbritannien, 1623). Orsino liebt Olivia, die von Männern nichts wissen will.
- Johann Wolfgang von Goethe: Die Leiden des jungen Werthers (Deutschland, 1774). Werther verliebt sich in Lotte, die aber mit einem anderen verlobt ist, und erschießt sich am Ende.
- Victor Hugo: Der Glöckner von Notre-Dame (Frankreich, 1831). Claude Frollo und der bucklige Glöckner Quasimodo lieben Esmeralda; diese liebt den Hauptmann Phoebus.
- Alexander Puschkin: Eugen Onegin (Russland, 1833). Tatjana verliebt sich in den Dandy Onegin; dieser ist vom Konventionsbruch ihrer Liebeserklärung befremdet. Später im Leben kehren sich ihre Rollen um.
- Hans Christian Andersen: Die kleine Meerjungfrau (Dänemark, 1837). Die Meerjungfrau gibt für einen Prinzen alles auf, doch der heiratet eine Menschenfrau.
- Emily Brontë: Sturmhöhe (Großbritannien, 1847). Cathy weicht ihrem Ziehbruder Heathcliff immer mehr aus; der liebt sie jedoch wie besessen und über ihren Tod hinaus.
- Charles Dickens: Große Erwartungen (Großbritannien, 1860–1861). Die spröde Estella wird zur Liebe bekehrt.
- George Eliot: Middlemarch (Großbritannien, 1871–1872). Vikar Farebrother liebt Mary Garth, die wiederum Fred Vincy liebt.
- Anthony Trollope: The Way We Live Now (Großbritannien, 1875). Roger Carbury liebt seine Cousine Hetta, doch diese hat ein Auge auf seinen besten Freund geworfen.
- Edmond Rostand: Cyrano de Bergerac (Frankreich, 1897). Der Adlige Cyrano wagt nicht, seiner Cousine Roxane seine Liebe zu gestehen; sie heiratet einen anderen.
- William Somerset Maugham: Der Menschen Hörigkeit (Großbritannien, 1915). Philip Carey lernt nacheinander beide Seiten unerwiderter Liebe kennen.
- Thomas Mann: Der Zauberberg (Deutschland, 1924). Hans Castorp verfällt in eine morbide Liebe zu Clawdia Chauchat, bei der er aber keine Chancen hat. Parallel wird, als eine Art Karikatur dieses Themas, auch Ferdinand Wehsals einseitiges Schmachten nach Madame Chauchat dargestellt.
- Margaret Mitchell: Vom Winde verweht (USA, 1936). Die kapriziöse Scarlett O’Hara liebt den Nachbarssohn Ashley Wilkes, doch der bevorzugt seine unscheinbare Cousine Melanie.
- Toni Morrison: Solomons Lied (USA, 1977). Milkman treibt Hagar, die ihn liebt, durch seine Zurückweisung in den Wahnsinn.
- Milan Kundera: Die unerträgliche Leichtigkeit des Seins (Frankreich, 1984). Teresa liebt Tomas, der zwar sexuell zur Verfügung steht, ihre Gefühle aber nicht erwidert.
- Ian McEwan: Enduring Love (Großbritannien, 1997). Joe Rose wird das Opfer der Nachstellungen des unsterblich in ihn verliebten Jed Parry.
- Chris Kraus: I Love Dick (USA, 2006). Emanzipierte Filmemacherin verliebt sich in einen Intellektuellen, ihr Mann soll bei der Verführung helfen; der Ersehnte lässt sie jedoch abblitzen.
- Claire Messud: The Woman Upstairs (USA, 2013). Während einer Lebenskrise verliebt Nora sich verzweifelt in die faszinierende Sirena, die ihr allerdings „nur“ Freundschaft zu bieten hat.

Auch Kinder- und Jugendliteratur handelt gelegentlich von unerwiderter Liebe. Darunter sind etwa Charles M. Schulz’ Comicgeschichten um Die Peanuts (seit 1947) zu nennen, in denen gleich mehrere der Figuren ständig Liebeskummer haben, unter anderem Charlie Brown wegen eines rothaarigen Mädchens, das von seiner schüchternen Schwärmerei für sie gar nichts weiß.
Immer neue Behandlung hat das Thema der unerwiderten Liebe auch in der Lyrik gefunden. Eines von vielen Beispielen ist Heinrich Heines Gedicht Ein Jüngling liebt ein Mädchen (1822).
Neben dem Thema der unerwiderten Liebe existiert in der Literatur auch das Motiv des (heimgeholten) Fernidols.

### Im Film
Viele der oben genannten literarischen Werke wurden erfolgreich auch verfilmt. Daneben gibt es jedoch auch Spielfilme, die auf Originalstoffen basieren, oder die selbst um ein Vielfaches bekannter geworden sind als die literarischen Vorlagen, auf denen sie basieren. Ein Beispiel hierfür ist Robert Zemeckis’ Film Forrest Gump (1994, nach einem Roman von Winston Groom), in dem Forrest ein halbes Leben lang versucht, der von ihm geliebten Jenny nahezukommen. Bereits 1945 war in Frankreich Marcel Carnés bedeutender Film Kinder des Olymp erschienen, in dem Baptiste vergeblich um die Liebe der schönen Garance wirbt. In François Truffauts 1975 erschienenem Film Die Geschichte der Adèle H. versucht die Titelfigur vergebens, die Liebe eines britischen Offiziers zu erringen, und endet geistig umnachtet in einem Sanatorium.

### In der Musik
Kunstlied
Ein bekanntes Beispiel für die Verwendung des Themas im Kunstlied ist Schuberts Zyklus Die schöne Müllerin (1823), in dem ein Müllergeselle die Liebe der Titelfigur nicht erringen kann und sich aus Enttäuschung darüber in einen Bach wirft.
Oper

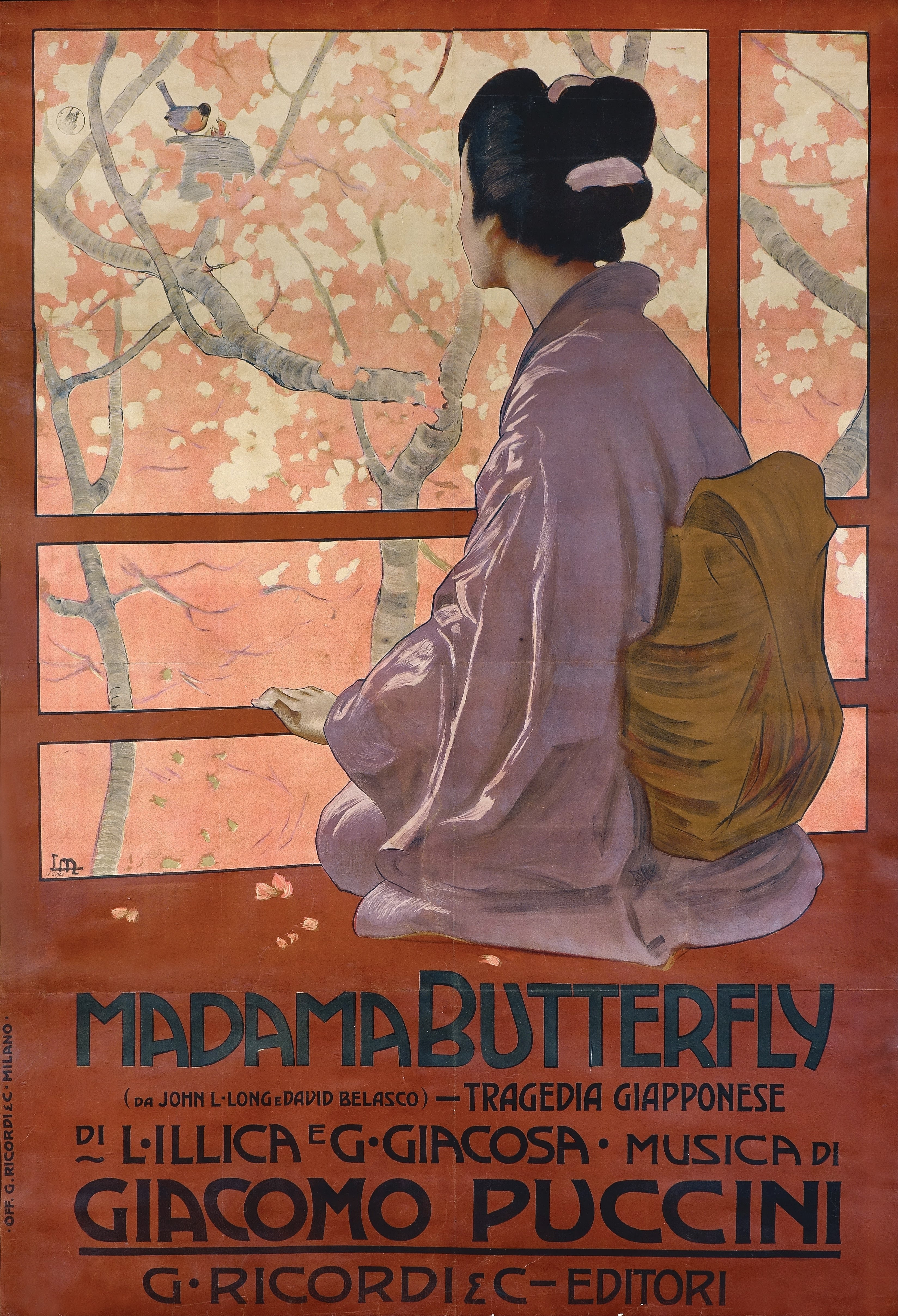
Madama Butterfly hat die Tiefe von Pinkertons Zuneigung überschätzt.

Eine Reihe der oben genannten Literaturwerke wurden zu Libretti umgearbeitet und gingen als Opern ins Kulturerbe ein. Dazu gehört etwa Tschaikowskis Oper Eugen Onegin (1879). Gegenüber Puschkins Versroman wird die Wandlung Onegins – vom kühlen Dandy, der Tatjanas Avancen zurückweist, hin zum leidenschaftlichen Rückkehrer – in der Oper stark verkürzt, sodass die Tiefe der neuen Empfindungen Onegins offen bleibt. Glaubwürdig ist jedenfalls seine Verzweiflung über seine Lebensentscheidungen.
1895 wurde Pietro Mascagnis Oper Guglielmo Ratcliff uraufgeführt. Die Adaption einer Tragödie von Heinrich Heine erzählt die Geschichte eines schottischen Edelmannes, der vergeblich die Braut eines Rivalen liebt. Bereits in Mascagnis bekanntestem Werk, Cavalleria Rusticana (1890), hatte die dramatische Handlung sich daraus entwickelt, dass Santuzza Turrido liebt, der aber wiederum Lola nicht vergessen kann.
John Luther Longs Erzählung Madame Butterfly (1898) wäre heute fast unbekannt, hätte Giacomo Puccini den Text nicht für seine gleichnamige Oper adaptiert. Beide erzählen die Geschichte der ehemaligen Geisha Cho-Cho-San, die Seppuku begeht, als ihr kurzzeitiger Ehemann Pinkerton das Interesse verliert.
Musical
Stärker als in Victor Hugos gleichnamigen Roman ist das Thema der unerwiderten Liebe in dem Musical Les Misérables (1980) herausgearbeitet, in dem Éponine in den Armen von Marius stirbt, der ihre Liebe bis dahin nie bemerkt hat.
Populäre Musik
Auch in der populären Musik wird das Thema immer wieder aufgegriffen (The One I Love Belongs to Somebody Else, 1924; Schöner Gigolo, armer Gigolo, 1928; Living Next Door to Alice, 1976; Te amo, 2010). Im Titel Saturday Boy von Billy Bragg (1984) muss der Erzähler das Wort „unrequited“ im Wörterbuch nachschlagen, um zu begreifen, dass seine Liebe zu einer Mitschülerin unerwidert bleibt. In dem Song Sk8er Boi von Avril Lavigne, der sich auf dem Album Let Go von 2002 befindet, erzählt die Rocksängerin die Geschichte von einem Skateboard fahrenden Jugendlichen aus der Punk-Szene und seiner unerwiderten Liebe zu einem Ballett tanzenden Mädchen einer höheren gesellschaftlichen Klasse.